# 12 Golden Country Greats
12 Golden Country Greats — пятый студийный альбом американской рок-группы Ween. Он был выпущен 16 июня 1996 года лейблом Elektra Records, став третьим, изданным на этом лейбле. Это единственный альбом, в котором группа ограничилась определенным музыкальным жанром (в данном случае — кантри).

## История
По словам продюсера и друга группы Бена Воуна, Ween попросили его продюсировать альбом, потому что он уже имел опыт работы с музыкантами из кантри-сцены Нэшвилла, продюсировав альбом Артура Александра Lonely Just Like Me (1993) и соавторствовав песни с Родни Кроуэллом и Гэри Николсоном. В качестве студии звукозаписи для альбома была выбрана легендарная студия Bradley’s Barn.
Некоторые музыканты, такие как клавишник Бобби Эммонс (который также был диаконом церкви) и Дэнни Дэвис, отказались участвовать в записи из-за вульгарного характера большей части текстов песен, причём Эммонс сказал: «Я предпочитаю не работать с пошлым материалом». Однако Уин и Вон все же привлекли к записи альбома многих высокоуважаемых музыкантов из мира кантри. Позже Уин снова собрал некоторых из сессионных музыкантов в гастрольную группу под названием The Shit Creek Boys.
Несмотря на название альбома, он содержит только десять треков. Ween утверждали, что цифра «12» обозначает ветеранов музыки, которые участвуют в записи альбома.
Однако группа действительно записала двенадцать песен во время демо-сессий для альбома. Когда пришло время записывать сам альбом, группа решила не использовать песни «I Got No Darkside» и «So Long, Jerry», но сохранила название альбома. «So Long, Jerry», посвящённая недавно умершему Джерри Гарсия, была включена в качестве B-Side на сингле «Piss Up a Rope».

## Отзывы
| Оценки критиков               | Оценки критиков |
| Источник                      | Оценка          |
| ----------------------------- | --------------- |
| AllMusic                      | [ 1 ]           |
| Entertainment Weekly          | C−              |
| NME                           | 1/10            |
| Pitchfork                     | 8.5/10          |
| Rolling Stone                 | [ 7 ]           |
| The Rolling Stone Album Guide | [ 8 ]           |
| Spin                          | 6/10            |
| Sputnikmusic                  | [ 10 ]          |

Альбом получил в целом положительные отзывы от современных музыкальных критиков.
Стивен Томас Эрлевайн из Allmusic назвал его «таким же удовлетворительным, как и все их альбомы, и даже более смелым», несмотря на то, что интерпретировал «Mister Richard Smoker» как гомофобную песню, и присвоил альбому 4 звезды из 5. Закри Пауэлл из Sputnikmusic дал альбому 4+1⁄2 звезды из 5 и заявил, что «писать песни на темы, схожие с темами кантри-песен, но с добавлением своего личного коричневого оттенка — это то, что группа делает лучше всего». Другой автор того же сайта, Билл Томас, дал альбому 4 звезды из 5. Этан Смит из Entertainment Weekly, напротив, раскритиковал альбом, описав песни как «более примечательные своей гомофобией, женоненавистничеством и расизмом, чем чем-либо смешным», и дал ему оценку C−.
В интервью 2011 года продюсер Бен Вон заметил, что когда альбом был выпущен, многие поклонники Ween были сбиты с толку радикальным отходом от прежнего звучания группы, сравнивая его с реакцией фанатов на альбом Нила Янга Trans.

## Список композиций
Все композиции написаны Ween. Все ведущие вокальные партии исполняет Джин Уин, за исключением особо оговоренных случаев.
| №                   | Название                                                          | Длительность |
| ------------------- | ----------------------------------------------------------------- | ------------ |
| 1.                  | «I'm Holding You»                                                 | 4:02         |
| 2.                  | «Japanese Cowboy»                                                 | 3:01         |
| 3.                  | «Piss Up a Rope» (ведущий вокал Дина Уина)                        | 3:33         |
| 4.                  | «I Don't Wanna Leave You on the Farm»                             | 2:44         |
| 5.                  | «Pretty Girl»                                                     | 2:35         |
| 6.                  | «Powder Blue» (3:13 на перевыпуске альбома)                       | 4:16         |
| 7.                  | «Mister Richard Smoker»                                           | 2:42         |
| 8.                  | «Help Me Scrape the Mucus off My Brain» (ведущий вокал Дина Уина) | 2:45         |
| 9.                  | «You Were the Fool»                                               | 4:26         |
| 10.                 | «Fluffy»                                                          | 3:31         |
| Общая длительность: | Общая длительность:                                               | 33:35        |

## Чарты
| Чарт (1996)                     | Высшая позиция |
| ------------------------------- | -------------- |
| Австралия (ARIA)                | 72             |
| США Top Heatseekers (Billboard) | 23             |